# Maciej Cardona Meseguer
Maciej Cardona Meseguer SchP, hiszp. Matías Cardona Meseguer (ur. 23 grudnia 1902 w Vallibonie, zm. 20 sierpnia 1936 tamże) – hiszpański prezbiter z Zakonu Kleryków Regularnych Ubogich Matki Bożej Szkół Pobożnych, ofiara antykatolickich prześladowań Kościoła katolickiego w czasach hiszpańskiej wojny domowej, zamordowany z nienawiści do wiary łac. odium fidei.

## Życiorys
Był synem Narcís i Doming. Pochodził z miejscowości Vallibona leżącej w obrębie katalońskiej diecezji Tortosa. Ze względu na ubóstwo rodziców zmuszony był przerwać naukę. Po odbyciu służby wojskowej 25 czerwca 1929 roku wstąpił do nowicjatu Zakonu Kleryków Regularnych Ubogich Matki Bożej Szkół Pobożnych w Moià. Pierwsze śluby zakonne złożył 24 sierpnia 1930 roku. Po ukończeniu formacji zakonnej w Irache 15 sierpnia 1934 roku złożył profesję wieczystą. Przyjął imię zakonne Maciej od świętego Augustyna. Studiował teologię w Albelda de Iregua. Sakrament święceń kapłańskich otrzymał w Calahorra 11 kwietnia 1936 roku. Gdy nastąpiło nasilenie czerwonego terroru w Hiszpanii przebywał na studiach w Barcelonie, gdzie podjął działalność naukową. Wobec eskalacji terroru skierowanego przeciwko duchowieństwu wyjechał do Vallibony by ukryć się u swojej siostry. Aresztowano go, a następnie uwięziono 18 sierpnia 1936 roku. Przed śmiercią wybaczył swoim przesladowcom i powiedział 
„Jestem spokojny i zadowolony. Wspaniale jest oddać życie Bogu z radością.”
Rozstrzelany został 20 sierpnia w miejscu zwanym Pigro del Coll i pochowany na miejscowym cmentarzu, mimo iż nie prowadził działalności politycznej i nie był zaangażowany w wojnę domową.

## Znaczenie
1 października 1995 roku na rzymskim Placu Świętego Piotra papież Jan Paweł II dokonał beatyfikacji czterdziestu pięciu ofiar prześladowań wśród których był Maciej Cardona Meseguer w grupie trzynastu pijarskich męczenników.
W Kościele katolickim dniem wspomnienia liturgicznego każdego z otoczonych kultem jest dies natalis (16 września), razem z grupą błogosławionych współbraci także 22 września. Miejscem szczególnego kultu jest diecezja Tortosa.